# Seznam nosilcev spominskega znaka Razkrižje 1991
Seznam nosilcev spominskega znaka Razkrižje 1991.

## Seznam
(datum podelitve - ime)
- 12. januar 2001 - Bojan Bolkovič - Branko Kaučič - Srečko Korošec - Milan Kunej - Peter Mesarič - Marjan Novak - Mitja Prelog - Branko Pušenjak - Milan Rebrec - Franc Škrjanec - Zvonko Štefanec